# Thamsanqa Gabuza
Thamsanqa Aubrey Gabuza (Newcastle, 27 luglio 1987) è un calciatore sudafricano, attaccante dell'University of Pretoria.